# Bourran
Bourran är en kommun i departementet Lot-et-Garonne i regionen Nouvelle-Aquitaine i sydvästra Frankrike. Kommunen ligger i kantonen Port-Sainte-Marie som tillhör arrondissementet Agen. År 2022 hade Bourran 612 invånare.

## Befolkningsutveckling
Antalet invånare i kommunen Bourran
| Referens: INSEE |